# MC Hammer
Стенлі Кірк Баррелл (нар. 30 березня 1962, Окленд, Каліфорнія, США), більш відомий під псевдонімом MC Hammer або просто Hammer (з англ. Hammer — молоток), — американський репер,  танцюрист, продюсер і підприємець. Він відомий такими хітами, як «U Can't Touch This», «2 Legit 2 Quit» і «Pumps and a Bump», яскравими танцювальними рухами, екстравагантною хореографією та своїми однойменними штанами Hammer. Відомий своїм швидким зростанням слави, Хаммер також був підприємцем і прессекретарем знаменитостей. Багаторазовий лауреат різноманітних нагород, його вважають «прабатьком» та новатором поп-репу.

## Кар'єра
У травні 1988 року MC Hammer почав свою кар'єру з того, що випустив альбом на незалежній фірмі і, оскільки ніхто цей альбом не купував, сам став продавати його прямо з вікна своєї машини. Згодом підписав контракт із великою компанією звукозапису. У листопаді 1990 року пісня «U Can't Touch This» принесла MC Hammer всесвітню славу і популяризувала реп серед американських домогосподарок і клерків.

## Сім'я
Має жінку Стефані та п'ятеро дітей.

## Дискографія
- Feel My Power (1986)
- Let's Get It Started (1988)
- Please Hammer Don't Hurt 'Em (1990)
- Too Legit to Quit (1991)
- The Funky Headhunter (1994)
- Inside Out (1995)
- Active Duty (2001)
- Full Blast (2004)
- Look Look Look (2006)
- DanceJamtheMusic (2009)